# Cerco de Gidá
O Cerco de Gidá foi uma batalha naval que aconteceu na baia de Gidá entre uma frota Portuguesa liderada por Lopo Soares de Albergaria e a defesa Otomana comandada por Selmã Reis. A frota Portuguesa chegou à costa da cidade na Páscoa do ano de 1517 (dia 12 de abril), ano Hijri 923, e se ancorou no canal. Depois de uma batalha rápida com poucas baixas, a artilharia costal não deixou que os portugueses pousaram pé na terra e o clima finalmente os obrigou a retirar-se.

## Contexto
Relações entre os portugueses, os mamelucos, e os otomanos no Mar Vermelho eram contenciosas nos anos antes do cerco de Gidá considerando as incursões marítimas dos portugueses no meio oriente. As ilhas de Socotorá e Ormuz tinham sido capturadas pelos portugueses para controlar rotas de comercio nas entradas do Mar Vermelho e o Golfo Pérsico  em 1506 e 1515, respectivamente. Por isso, laços políticos informais foram formados entre os impérios otomanos e mamelucos para combater as incursões portuguesas. Os otomanos mandaram ao seu almirante Selmã Reis com naves e provisões para que ele se unisse à defesa mameluca da cidade de Gidá comandada pelo Mirocém.
Construções nas defesas da cidade tem continuado desde 1506, ano Hijri 912, e incluíram a adição de uma muralha, 8 torres, e vários elementos de artilharia.

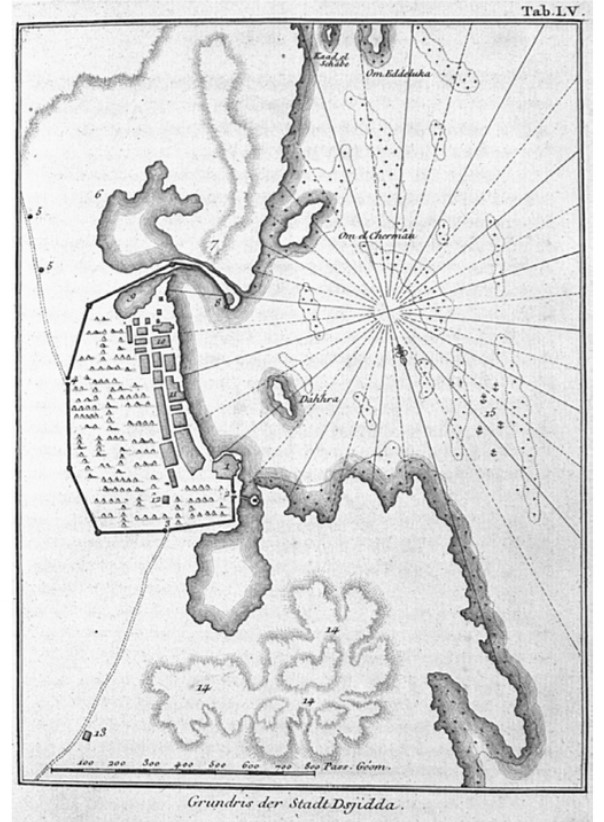
Defesas de Gidá

Um mapa de Gidá feito pelo C. Niebuhr em 1762 revela partes dessa defesa, incluindo 1) a casa do Pasha, 2) Bāb Sharīf, 3) Bāb Jadīd, 4) Bāb Makka, 5) torres na rua em direcao a Meca, 6) campos para a cultivacao de sal, 7) um cemeterio Cristiano 8) torres com artilharia, 9) porto dos galeãos, 10) a casa de Niebuhr e companheiros, 11) a alfândega, 12) a casa do Kiḫya, 13) a tomba de Eva, 14) morros de coral e concha e 15) ancoragem para naves da India e de Suez.

## Batalha
Depois de navegar desde Goa, os portugueses chegaram no Áden em fevereiro de 1517, onde conseguiram pilotos locais para navegar até Gidá. Depois de que a frota portuguesa chegasse na baia de Gidá, em Pascoa de 1517, (dia 12 de abril), ano Hijri 923, os relatos dos otomanos e dos portugueses deixam de concordar.
De acordo com o cronologista otomano, enquanto percebeu a frota portuguesa na baia, o almirante Selmã Reis, “os procurou em um ou dois barcos...e abriu fogo neles com seus canhões, destruindo a dois ou três das naves.” Em algum ponto na ação, um dos canhões otomanos sofreu uma falha técnica e explodiu. O historiador Hadrami Al-Shiri conta que:
“O artilheiro adicionou alguma coisa na pólvora para que a arma deixasse de funcionar, e o fogo queimou parte da nave onde ficava Selmã; se falou que o artilheiro era um Cristiano servindo com Selmã – mas Selmã mandou que ele fosse executado e volto bem a Gidá.”
Ainda que parte da nave dele estivesse queimada, Selmã foi capaz de expulsar aos portugueses que se foram na direção de Iémen.
O relato português, em contraste, diz que depois de chegar na baia, a frota de Lopo de Soares encontrou-se incapaz de pousar pé na terra a causa da artilharia mameluca. Ainda que os portugueses tenham logrado queimar algumas das naves ancoradas na baia, as condições climáticas impossibilitaram a navegação. Depois de ter esperado 13 dias por clima favorável, falta de água e danos nas naves fizeram que os portugueses abandonassem o ataque.

## Resultado
Os portugueses se retiraram à Ilha do Camarão, onde ficaram presos pela falta de vento por 3 meses. Lopo Soares de Albergaria pronto precisou de provisões e mandou um bergantim para se reabastecer na costa árabe. A missão falhou depois de que “Selmã ou um dos seus homens seguiram [aos portugueses] numa nave até a localidade de al-Luhaiyah [Al Luhayyah]” onde capturaram aos 17 marinheiros portugueses e enviaram-lhes à Constantinopla. Só um foi capaz de escapar e voltar a Portugal para contar a história.
Ainda que os portugueses tenham falhado em capturar a cidade, eles lograram bloquear o comercio no porto com obrigar ao governador de Calicute a diminuir exportas a Gidá. Além disso, o historiador ibne Ias conta que “Huceine, o superintendente de Gidá, cobrou uma decima parte do valor dos produtos dos mercadores indianos, então eles deixaram de frequentar Gidá e a condição do porto decaiu." Em corto prazo, o bloqueio e os impostos reduziram a importância de Gidá como porto estratégico nas rotas comerciais da zona.  